# فليتشير لويس
فليتشير لويس (بالإنجليزية: Fletcher Lewis) هو منافس ألعاب قوى باهاماسي، ولد في 20 يوليو 1949.

## وصلات خارجية
- فليتشير لويس على موقع أوليمبيديا (الإنجليزية)